# أنطونيو فيغا
أنطونيو فيغا (بالإسبانية: Antonio Vega)‏ هو لاعب رماية إسباني، ولد في 18 سبتمبر 1932 في سان سيباستيان في إسبانيا.

## وصلات خارجية
- أنطونيو فيغا على موقع أوليمبيديا (الإنجليزية)